# Trisetella
Trisetella es un género que tiene asignada 22 especies de orquídeas, de la tribu Epidendreae perteneciente a la familia (Orchidaceae). 

## Hábitat
Se encuentran en los bosques húmedos tropicales desde el sur de México hasta el sur de Brasil.

## Descripción
Es una planta epífita que está relacionada con el género Masdevallia pero difiere en su distintiva estructura del labio y el pie de la columna. La inflorescencia emite sucesivamente una única flor en un racimo sobre un pedúnculo que es más grande que las hojas. Los pétalos son pequeños y membranosos. La columna es alargada y contiene dos polinias.

## Especies deTrisetella
- Trisetella abbreviata  Luer (1980)
- Trisetella andreettae  Luer (1986)
- Trisetella cordeliae  Luer (1989)
- Trisetella dalstroemii  Luer (1994)
- Trisetella didyma  (Luer) Luer (1980)
- Trisetella dressleri  (Luer) Luer (1980)
- Trisetella escobarii  Luer (1986)
- Trisetella fissidens  Luer & Hirtz (1989)
- Trisetella gemmata  (Rchb.f.) Luer (1980)
- Trisetella hirtzii  Luer (1986)
- Trisetella hoeijeri  Luer & Hirtz (1986)
- Trisetella klingeri  Luer (2007)
- Trisetella lasiochila  Pupulin (2000)
- Trisetella nodulifera  Luer & Hirtz (1989)
- Trisetella pantex  (Luer) Luer (1980)
- Trisetella regia  Königer (1981)
- Trisetella scobina  Luer (1980)
- Trisetella sororia  Luer & Andreetta (1989)
- Trisetella strumosa  Luer & Andreetta (1989)
- Trisetella tenuissima  (C.Schweinf.) Luer (1980)
- Trisetella triaristella  (Rchb.f.) Luer (1980) - especie tipo
- Trisetella triglochin  (Rchb.f.) Luer (1980)
- Trisetella vittata  (Luer) Luer (1980)